# Урду (језик)
Урду (изворно: اردو; локално преведен и познат као лашкари, изворно: لشکری) припада групи индоевропских језика и граматички и лингвистички се развијао под утицајем многих језика различитих група као што су персијски, турски, пашто, арапски те хинду и санскрит у периоду постојања султаната Делхи и Могулског царства (1200-1800. године).
Урду се налази на 20. месту по броју говорника којима је матерњи језик. То је народни и званични (заједно са енглеским) језик Пакистана. Такође је један од 23 званична језика Индије.

## Распрострањеност
Урду је веома сличан хиндију. Говорници урдуа и хиндија, уколико не користе локализме, могу међусобно да се разумеју. Неки лингвисти сматрају да су урду и хинди један језик са два система. Међутим, са социополитичке тачке гледишта ради се о два различита језика. Људи којима је хинди матерњи не сматрају да им је урду матерњи језик и обрнуто (нпр. као српскохрватски језик). Хинди се записује писмом деванагари, а урду персијским писмом насталик. До 1947. урду и хинди су се називали једним именом - хиндустани. После тога дошло је до одвајања и до „чишћења“ хинди језика од арабизама, односно урдуа од речи типичних за санскрит. Ова стара, „неутрална“ верзија језика и даље се понекад користи (нпр. у титловима филмова који се приказују и у Пакистану и у Индији). Урду се данас предаје у Пакистану као обавезан школски предмет и то у обама школским системима (енглеском и пакистанском). На тај начин се пакистанској деци омогућава да науче барем два језика, како урду, тако и неки од локалних језика. Урду је обавезан школски предмет у деловима Индије са претежно муслиманским становништвом тако да Индија има више од 2.900 дневних новина које се штампају на овом језику. Земље са великим бројем људи који говоре урду:
- Индија (48,1 милион [1997] )
- Бангладеш (650.000 „Ethnologue report for Bangladesh”. Архивирано из оригинала 05. 07. 2011. г.)
- Уједињени Арапски Емирати (600.000)
- Уједињено Краљевство (400.000)
- Саудијска Арабија (382.000 )
- САД (350.000)
- Непал (275.000)
- Јужна Африка (170.000)
- Оман (90.000)
- Канада (80.895 „Profile of languages in Canada: Highlights of selected census metropolitan areas”. Архивирано из оригинала 14. 11. 2020. г. Приступљено 14. 11. 2006.)
- Бахреин (80.000)
- Маурицијус (74.000)
- Катар (70.000)
- Немачка (40.000)
- Норвешка (34.000)[4][5]
- Француска (20.000)
- Шпанија (18.000 [2004])
- Шведска (10.000 [2001] )

## Граматика

### Род
У урдуу, као и у хиндију, постоје само два рода - мушки и женски. Сва мушка бића (људи и животиње) су мушког рода, док су сва женска бића женског рода. Именице су такође или мушког или женског рода, али за људи којима урду није матерњи језик ово представља проблем. Како не постоји једнообразни систем одређивања рода, род сваке именице мора се научити напамет. Класификација именица на женски и мушки род није новост међу језицима индоевропске групе. Међутим, у енглеском језику, иако индоевропском, систем класификације у именица на женски и мушки род временом се изгубио што отежава учење урдуа.
Понекад се род именица може одредити на основу слова којим се именица завршава. Ако се реч хинди порекла завршава дугим „а“, онда је та именица обично мушког рода. Ако се реч завршава са „и“ или „ија“, онда је та именица најчешће женског рода. За позајмљенице из језика који немају поделу именица на род (нпр. из енглеског) род се одређује или по звучности или употреби речи у реченици. Позајмљенице из језика које имају ову поделу задржавају род из изворног језика.

### Заменице
Личне заменице првог лица једнине као и другог и трећег лица множине не разликују се у роду, тј. сва три облика су иста за оба рода. Тако, на пример, не постоји разлика између „он“ и „она“ као у енглеском језику. Додатком глагола одређује се род заменице, односно, да ли се ради о њој или о њему.
Урду, као многи језици индоевропске групе, има три облика обраћању у другом лицу једнине (ти, теби, тобом, итд.) и у другом и трећем лицу множине (ви и Ви). Као поређење, енглески језик има општи облик you за друго лице једнине и друго и треће лице множине, док се старо thou (ти) у модерном говору не употребљава.
آپ: формални облик Ви, који се користи у обраћању старијим особама. Овај облик је исти за једнину и множину, односно, исто се пише и изговара. Говорник може да буде одређенији ако каже ви сви (آپ سب)
تُم : је неформални облик именице „ти“. Користи се при обраћању особама истог годишта те међу пријатељима и родбином. Такође не постоји разлика у једнини или множини, али говорник може да буде прецизнији ако на крају речи дода именицу која сугерише групу људи - (تُم سب).
تُو: је неформални облик заменице „ти“. Користи се само у комуникацији међу укућанима а било која употреба ван куће сматра се врло увредљивом.
Императиви (молбе и команде) изговарају се у зависности од саговорника. Глагол се користе у складу са нивоом поштовања према особи којој је молба или захтев упућен. Како глагол одређује ниво поштовања, сама реч молим ("meharbānī", مہربانی) ретко се употребљава и то углавном у писаној форми.

## Правопис
Азбука урду језика на први поглед изгледа веома компликовано за људе који се служе словима латинског порекла. Урду се пише и чита здесна налево и све књиге, магазини и новине су штампане тако да се листови окрећу с леве на десну страну (листови у новинама штампаним на српском језику код читања се окрећу са десне на леву страну).
| слово | име слова    | транскрипција | IPA |
| ----- | ------------ | ------------- | --- |
| ا     | alif         | -             | -   |
| ب     | be           | b             |     |
| پ     | pe           | p             |     |
| ت     | te           | t             |     |
| ٹ     | ṭe           | ṭ             |     |
| ث     | se           | s             |     |
| ج     | jīm          | j             |     |
| چ     | cīm/ce       | c             |     |
| ح     | baṛī he      | h             |     |
| خ     | ḳhe          | ḳh            |     |
| د     | dāl          | d             |     |
| ڈ     | ḍāl          | ḍ             |     |
| ذ     | zāl          | z             |     |
| ر     | re           | r             |     |
| ڑ     | aṛ           | ṛ             |     |
| ز     | ze           | z             |     |
| ژ     | zhe          | zh            |     |
| س     | sīn          | s             |     |
| ش     | shīn         | sh            |     |
| ص     | su'ād        | s             |     |
| ض     | zu'ād, du'ād | z             |     |
| ط     | to'e         | t             |     |
| ظ     | zo'e         | z             |     |
| ع     | ‘ain         | '             | -   |
| غ     | ghain        | ġh            |     |
| ف     | fe           | f             |     |
| ق     | qāf          | q             |     |
| ک     | kāf          | k             |     |
| گ     | gāf          | g             |     |
| ل     | lām          | l             |     |
| م     | mīm          | m             |     |
| ن     | nūn          | n             |     |
| و     | vā'o         | v             |     |
| ہ, ﮩ  | choṭī he     | h             |     |
| ھ     | do cashmī he | h             |     |
| ی     | ye           | y             |     |

## Примери свакодневних израза
| српски                                | урду                          | транслитерација/изговор | значење |
| ------------------------------------- | ----------------------------- | ----------------------- | --- |
| Здраво                                | السلام علیکم                  |                         | „Нек ти је мир подарен." Веома формални и религиозни поздрав و علیکم السلام је одговор на поздрав.                                                                    |
| Здраво                                | آداب عرض ہے                   |                         | „Поздрав" (дословно значење је Поздрави су дати), формалан секуларни поздрав.                                                                                         |
| Довиђења                              | خدا حافظ                      |                         | Khuda на Фарси језику значи Бог, hāfiz на арапском значи заштита. Тако да би буквалан превод био Нек те чува Бог Овај облик користе муслимани и људи других религија. |
| Да                                    | ہاں                           |                         | Свакидашњи облик |
| Да                                    | جی                            |                         | формални облик |
| Не                                    | نا                            |                         | Свакидашњи облик |
| Не                                    | نہیں، جی نہیں                 |                         | Формални облик |
| Молим                                 | مہربانی                       |                         | |
| Хвала                                 | شکریہ                         |                         | |
| Молим, уђите.                         | تشریف لائیے                   |                         | Буквално значи Уведите вашу светост. |
| Молим, седите.                        | تشریف رکھیئے                  |                         | Буквално значи Нека светост седне. |
| Драго ми је да сам Ва/сте упознао/ла. | اپ سے مل کر خوشی ہوئی         |                         | Буквално значи Упознавање ме је учинило срећним. |
| Говорите ли енглески?                 | کیا اپ انگریزی بولتے ہیں؟     |                         | |
| Ја не говорим урду.                   | میں اردو نہیں بولتا/بولتی ہوں |                         | boltā је за мушки род, boltī је за женски род |
| Ја се зовем...                        | میرا نام ۔۔۔ ہے               |                         | |
| Којим путем за Лахор?                 | لاھور کس طرف ہے؟              |                         | |
| Где се налази Лукнов?                 | لکھنئو کہاں ہے؟               |                         | |
| Урду је леп језик.                    | اردو ایک اچھی زبان ہے         |                         | |